# Danh sách nhân vật trong Nodame Cantabile
Đây là danh sách nhân vật trong Nodame Cantabile, một bộ manga của Ninomiya Tomoko. Bộ truyện đã được chuyển thể thành anime, phim truyền hình và phim điện ảnh, với hệ thống nhân vật gần như được giữ nguyên so với manga.

## Nhân vật chính
Noda Megumi (野田 恵 Noda Megumi)
- Seiyū: Kawasumi Ayako
- Diễn viên live-action: Ueno Juri

Thường được gọi là "Nodame" (のだめ), Megumi là một sinh viên piano ở nhạc viện Momogaoka. Ở thời điểm bắt đầu của truyện, cô 20 tuổi và là sinh viên năm hai. Cô mong muốn trở thành giáo viên mầm non và còn là một tài năng piano hiếm có, thích chơi nhạc ngẫu hứng và cảm nhận bằng đôi tai chứ không biết đọc bản nhạc. Có trái tim nhân hậu nhưng Nodame lại sống rất cẩu thả, vô tổ chức. Cô sống trong một căn hộ hết sức lôi thôi, bừa bãi, nhếch nhác, lười tắm gội đến ngứa ngáy và lười dọn dẹp đến có cả nấm mọc trên quần áo. Mặt khác Nodame có "tài nghệ" nấu ăn đặc biệt kinh khủng (hay gây ngộ độc cho mọi người) và rất tham ăn (hay trộm hộp cơm trưa của bạn học, hay đói và sang ăn nhờ nhà Chiaki). Nodame có xu hướng nói những câu khó hiểu mà đôi khi chính cô cũng chẳng hiểu nổi, hay dùng ngôi thứ ba để nói về mình và thốt lên những từ vô nghĩa như "mukya" và "gyabo".
Chiaki Shinichi (千秋 真一 Chiaki Shinichi)
- Seiyū: Seki Tomozaku
- Diễn viên live-action: Tamaki Hiroshi

Ở đầu truyện, Chiaki 21 tuổi và đang là sinh viên năm ba, cũng là sinh viên hàng đầu ở Momogaoka. Sinh ra trong một gia đình khá giả có truyền thống âm nhạc, hồi nhỏ đã từng sống trên những kinh đô âm nhạc của thế giới, anh có tài chơi piano và violin. Nhưng ước mơ thực sự của Chiaki là trở thành nhạc trưởng. Anh mong muốn quay lại châu Âu và học tập để trở thành nhạc trưởng lừng danh giống như Sebastiano Viera - người thầy của anh thuở nhỏ. Tuy nhiên, nỗi ám ảnh từ tai nạn máy bay và tàu thủy đã khiến Chiaki mắc kẹt ở Nhật Bản. Nhưng cuối cùng anh đã lên chuyến bay đến châu Âu để thực hiện ước mơ của mình, nhờ có sự thôi miên của Nodame. Trong truyện, Chiaki hiện lên là con người cầu toàn. Nhưng sau khi khám phá ra tài năng piano của Nodame, anh bỏ qua tính cầu toàn của mình để bắt đầu cảm nhận âm nhạc của người khác. Dường như trái ngược với Nodame, Chiaki rất giỏi nấu ăn, sống ngăn nắp và không thể chịu nổi sự luộm thuộm của Nodame.

## Nhân vật phụ
Maestro Franz von Stresemann (フランツ•フォン•シュトレーゼマン Furantsu Fon Shutorēzeman)
- Seiyū: Ogawa Shinji
- Diễn viên live-action: Takenaka Naoto

Stresemann là một nhạc trưởng người Đức danh tiếng thế giới. Vì tình yêu với giám đốc nhạc viện, ông nhận lời mời của bà để đến Momogaoka. Stresemann thường tỏ ra là kẻ biến thái và hay đòi hỏi, dường như trái ngược với danh tiếng của ông. Đến nhạc viện, ông đã lựa chọn Nodame và chấp nhận Chiaki là học trò duy nhất của mình sau khi ông liên tục từ chối yêu cầu được sang lớp chỉ huy dàn nhạc của anh. Những hành động phóng túng và điên rồ của ông thường mang lại rắc rối cho Chiaki. Nhưng bên cạnh đó, ông cũng dạy anh làm thế nào để cảm nhận và thể hiện âm nhạc theo cách riêng mà chỉ ông mới có thể. Stresemann thường kéo dàn nhạc của mình tới các buổi làm quen kết bạn và hay lui tới các câu lạc bộ đêm (như One More Kiss) thay vì nghiêm túc diễn tập với dàn nhạc. Ông dễ dàng say xỉn rồi bắt Chiaki phải thay mình chỉ huy dàn nhạc. Cuối cùng ông bị cô trợ lý Elise kéo về châu Âu tiếp tục sự nghiệp. Sau này, ông giống như một người cha đối với cả Nodame và Chiaki.
Mine Ryutaro (峰 龍太郎 Mine Ryūtarō)
- Seiyū: Kawada Shinji
- Diễn viên live-action: Eita

Ryutaro là sinh viên năm thứ tư khoa violin. Cha của anh là chủ tiệm ăn Trung Hoa "Uraken" ngay cạnh nhạc viện. Anh tự nhận rằng kỹ thuật violin của bản thân rất đặc biệt trong khi người khác chỉ nghĩ anh chơi một cách cẩu thả.  Ryutaro là người dẫn xướng của S-oke (S ōkesutora, phiên âm tiếng Anh của S orchestra - dàn nhạc S) do Chiaki chỉ huy và là một tay violin trong dàn nhạc R*S (Rising Star). Anh cũng là người nghĩ tới cách biểu diễn như Jimi Hendrix, đưa phong cách rock vào dàn nhạc dù nó có vẻ ngớ ngẩn trong một dàn nhạc giao hưởng truyền thống (theo lời Chiaki). Ryutaro thích Nodame ở cách nghĩ tự do của cô. Anh hẹn hò với Miki Kiyora.
Kuroki Yasunori (黒木 泰則 Kuroki Yasunori)
- Seiyū: Matsukaze Masaya
- Diễn viên live-action: Fukushi Seiji

Là một tài năng oboe, anh yêu Nodame ngay từ cái nhìn đầu tiên (mặc dù lúc đó anh chưa biết về bản chất thực của cô) và biểu diễn trong buổi diễn ra mắt của dàn nhạc R*S. Vì anh có xu hướng lạnh lùng và lặng lẽ nên nhiều thành viên trong dàn nhạc R*S nghĩ anh giống như samurai. Mặc dù như tan vỡ và bị rối trí sau khi ngộ ra sự thật về Nodame nhưng anh vẫn là người bạn tốt với cả Nodame và Shinichi khi du học tại Pháp. Ở Pháp, Kuroki đã vướng phải những khó khăn trong sự đổi thay về ngôn ngữ, con người và văn hóa, gây khó dễ cho anh trong việc giao du kết bạn. Phong thái trầm lặng và vụng về đã khiến anh nhận được biệt danh "Glauque" từ Tanya (nghĩa là u tối, buồn thảm và cũng có nghĩa là màu xanh). Tuy vậy, về sau tình cảm giữa hai người trở nên ấm áp hơn. Sau này Kuroki trở thành thành viên trong dàn nhạc Roux-Marlet do Chiaki chỉ huy.
Miki Kiyora (三木 清良 Miki Kiyora)
- Seiyū: Kobayashi Sanae
- Diễn viên live-action: Mizukawa Asami

Kiyora là một nghệ sĩ violin phi thường Chiaki đã gặp ở hội thảo Nina Lutz. Cô là bạn gái của Mine và tham gia dàn nhạc R*S với vai trò dẫn xướng. Trong tất cả các phiên bản, cô đi du học ở Vienna và được hướng dẫn riêng bởi người dẫn xướng dàn nhạc giao hưởng Berlin, Kai Dowin. Kiyora ra nước ngoài một năm sau khi họ bắt đầu dàn nhạc R*S và vị trí của cô được thay thế bởi Takahashi Noriyuki. Trong phim live-action, Kiyora là sinh viên ở Momogaoka và là người dẫn xướng của A-oke (dàn nhạc A), nơi cô kết bạn với Masumi.

### Tại Nhật Bản
Okuyama Masumi (奥山 真澄 Okuyama Masumi)
- Seiyū: Fujita Yoshinori
- Diễn viên live-action: Koide Keisuke

Masumi là một tay trống đang học năm thứ tư nhạc viện, một "okama" mắc chứng sợ phòng kín. Anh là người đồng tính và yêu đơn phương Chiaki. Từ khi Nodame quen với Chiaki, Masumi coi cô là tình địch và bắt nạt cô hay bất cứ ai đến gần Chiaki. Mặc dù quái gở và lập dị nhưng anh có kỹ năng vượt trội về gõ trống, tự cho mình biệt danh "Nữ hoàng bộ gõ" và có một chân trong S-oke và R*S của Chiaki.
Tagaya Saiko (多賀谷 彩子 Tagaya Saiko)
- Seiyū: Nabatame Hitomi
- Diễn viên live-action: Uehara Misa

Saiko - bạn gái cũ của Chiaki - là sinh viên khoa thanh nhạc, một nữ ca sĩ giàu có phải chịu đau khổ trong suốt toàn truyện. Dù giả vờ bỏ mặc Chiaki nhưng cô vẫn luôn yêu anh. Sau này cô mới nhận ra rằng anh không hề thật lòng quan tâm đến cô mà chỉ yêu tiếng hát của cô và chỉ có vậy mà thôi.
Saku Sakura (佐久 桜 Saku Sakura)
- Seiyū: Noto Mamiko
- Diễn viên live-action: Saeko

Sakura là một nhạc công contrabass. Gia đình cô gặp rắc rối bởi việc kinh doanh của cha cô đang bên bờ phá sản mà ông vẫn không đành lòng từ bỏ bộ sưu tập violin hiếm có của mình, cho đến khi được "thuyết phục" bởi Chiaki. Chiều cao khiêm tốn của Sakura khiến cô bị nhầm là học sinh tiểu học khi lần đầu vào dàn nhạc. Cây contrabass của Sakura còn lớn hơn cả người cô, khiến cho người ta thậm chí không nhìn thấy cô khi cô mang nhạc cụ trên lưng, nên cứ ngỡ là cây đàn biết đi. Sau này cô hẹn hò với một nhạc công cello trong S-oke. Trong manga và anime, vai trò của cô kết thúc với S-oke, nhưng trong live-action, Sakura tiếp tục tham gia dàn nhạc R*S.
Eto Kouzo (江藤 耕造 Etō Kōzō)
- Seiyū: Nakai Kazuya
- Diễn viên live-action: Toyohara Kosuke

Ông là một giảng viên piano có biệt danh "thầy harisen" (thầy quạt giấy), bởi vì trong suốt giờ học, ông luôn cầm theo một cây quạt giấy để trừng phạt những sinh viên mắc lỗi. Thầy harisen là thầy dạy của Chiaki khi truyện bắt đầu và kết thúc việc học này là một trong những thất bại đã quấn lấy anh trong chương đầu tiên. Một ngày nọ ông nghe Nodame đàn và quyết định trở thành giáo viên của cô, ngay cả khi bị cô từ chối. Cuối cùng thì ông cũng từ bỏ cây quạt giấy để thuyết phục Nodame học cùng ông. Nhằm tập trung rèn luyện cho cuộc thi, Nodame đã lưu lại nhà ở cùng Eto và vợ ông. Ông không ngại dùng tới nhân vật hoạt hình Puri Gorota và những bữa trưa miễn phí để thuyết phục cô nghe theo chỉ dạy của ông. Đối lập với tính cách nghiêm khắc của Eto, Kaori - vợ ông - là một phụ nữ vui vẻ, vô tư và thường chăm sóc cho những học trò của chồng.
Tanioka Hajime (谷岡 肇 Tanioka Hajime)
- Seiyū: Ogata Mitsuru
- Diễn viên live-action: Nishimura Masahiko

Cũng là một giảng viên piano tại Momogaoka, ông chuyên nhận những sinh viên học hành dang dở. Chiaki đã được giao lại cho thầy Tanioka sau khi lớn tiếng cãi vã với thầy Eto ở chương 1. Anh phát hiện ra Nodame chính là sinh viên của thầy Tanioka, và một trong những việc đầu tiên ông giao cho anh là cùng Nodame song tấu một bản sonata cho piano của Mozart. Ông yêu cầu anh hướng dẫn cho cô và bản thân anh cũng phải tập trung để chơi tốt cùng những người khác.
Kikuchi Toru (菊池 亨 Kikuchi Tōru)
- Seiyū: Suwabe Junichi
- Diễn viên live-action: Osamu Mukai

Là một nhạc công cello, một tay chơi gái, anh cũng là một trong những người sáng lập dàn nhạc R*S, cùng với Chiaki, Kiyora và Kuroki. Có thể dễ dàng nhận ra Toru với kiểu tóc húi cua và cặp kính nhỏ. Anh đã học ở Boston trước khi thành lập dàn nhạc R*S và cuối năm đó anh lại trở về Boston.

### Tại Paris
Frank Latoine
- Seiyū: Asanuma Shintaro
- Diễn viên live-action: Wentz Eiji

Frank là một sinh viên piano người Pháp sống chung khu nhà với Nodame và Chiaki. Anh gặp gỡ và kết bạn với Nodame khi hai người dự thi vào Nhạc viện Paris. Là fan của anime Nhật, anh đặc biệt yêu thích Shakugan no Shana và Puri Gorota - loạt anime ưa thích của Nodame. Frank thích Nodame nhưng đã từ bỏ tình cảm sau khi chứng kiến nỗi ám ảnh của cô với anime và Chiaki. Trước đây Frank học cùng trường với Yunlong, nhưng sau khi thấy Giáo sư Auclair, anh đã quyết định chuyển đến Nhạc viện.
Tatiana "Tanya" Vishneva
- Seiyū: Itō Shizuka
- Diễn viên live-action: Becky

Cô là sinh viên piano năm cuối, một cô gái người Nga hấp dẫn sống cùng với Chiaki, Nodame, Frank và Yunlong trong khu nhà. Khả năng piano của cô có phần tầm thường và kém tự tin, có vẻ đó là lý do khiến cô muốn chuyển sang kiếm tìm một bạn trai giàu có ở Pháp. Thái độ của Tanya với Kuroki ban đầu khá ảm đạm, nhưng sau này cô lại có tình cảm đặc biệt với anh.
Li Yunlong (李 雲龍 Li Yunlong)
- Seiyū: Hino Satoshi

Anh cũng là một nghệ sĩ piano sống chung với Chiaki và Nodame trong khu nhà. Yunlong là người Trung Quốc và đôi lúc rất tình cảm, đặc biệt phải nói đến nỗi nhớ nhà của anh. Anh là sinh viên ở một nhạc viện khác, không học chung trường với Nodame. Trái ngược với Chiaki và Nodame, anh bắt buộc phải thành công vì sự kỳ vọng của gia đình. Khi Chiaki đang trong chuyến lưu diễn 3 tháng vòng quanh thế giới, Yunlong và Nodame đã trở nên thân thiết hơn khiến cho Chiaki lúc quay về cảm thấy khó chịu và không muốn gặp Yunlong. Sau phần trình diễn tẻ nhạt ở cuộc thi piano mà Tanya cũng tham gia, anh miễn cưỡng cân nhắc việc quay về Trung Quốc làm giáo viên piano. Yunlong thích đồ ăn ngon, đặc biệt nếu là món do Chiaki chế biến hoặc trả tiền.
Son Rui (孫 Rui)
- Seiyū: Ohara Sayaka
- Diễn viên live-action: Yamada Yu

Rui - Một nghệ sĩ dương cầm Trung Quốc nổi tiếng thế giới đang dần trở lại. Sau khi gặp gỡ, cô khá thích thú với Chiaki, coi anh như em trai và thích nhắc đến Nodame để trêu anh. Việc Rui xuất hiện bên Chiaki đã làm cho Nodame ghen tị và lo ngại về khả năng của mình, đặc biệt là tài năng và sự nổi tiếng của Rui đã vô tình cản trở Nodame sánh vai cùng Chiaki. Rui cuối cùng đã quyết định học nhạc tại Paris, mặc dù vấp phải sự phản đối từ mẹ cô, người muốn cô tiếp tục những chuyến lưu diễn. Dù có kỹ thuật nhưng ở cô thiếu đi phong cách như của Nodame, cô đã cố gắng kiếm tìm những yếu tố tương tự để trau dồi tài năng âm nhạc của mình.
Jean Donnadieu
- Seiyū: Morikawa Toshiyuki
- Diễn viên live-action: Giry Vincent

Là một học trò của Vieira, anh làm nhạc trưởng ở Paris và tự coi mình là đối thủ của Chiaki. Jean cởi mở, nhiệt tình và cũng có chút kiêu ngạo. Yuko là bạn gái người Nhật của anh, người mà anh coi là "nữ thần chiến thắng".
Charles Auclair
- Seiyū: Kiyokawa Motomu
- Diễn viên live-action: Manuel Doncel

Ông là vị giáo sư đáng kính và nổi tiếng của Nhạc viện Paris. Trong cuộc thi piano của Nodame ở Nhật, ông là một giám khảo đã bị lôi cuốn bởi phần thi của cô, nhưng ông cũng sớm nhìn ra sự non nớt trong thái độ của cô đối với âm nhạc. Thông qua Eto, Giáo sư Auclair đã giới thiệu cho Nodame cơ hội du học tại Paris và chọn cô làm học trò của mình. Chính điều này đã làm cho Frank ghen tị với Nodame. Auclair gọi Nodame là "Bebe-chan". Ông nhận thấy cô có tiềm năng to lớn nhưng chưa dành thời gian mài dũa các kỹ năng và chỉ muốn trở thành nghệ sĩ chuyên nghiệp một cách miễn cưỡng.

### Các nhân vật khác
Elise
- Seiyū: Kawakami Tomoko
- Diễn viên live-action: Kichise Michiko

Elise là cô trợ lý cứng rắn và là người quản lý kinh doanh cho Stresemann. Ở tập 11, qua tay anh vệ sĩ Oliver, cô bắt cóc Chiaki và ép anh phải ký hợp đồng với công ty của Stresemann. Elise là người không từ thủ đoạn và phương pháp mạnh tay đối với khách hàng để bảo đảm thành công, thường bắt họ phải tuân theo kế hoạch được yêu cầu.
Sebastiano Vieira
- Seiyū: Ebara Masashi
- Diễn viên live-action: Zdeněk Mácal

Vieira là nhạc trưởng nổi tiếng thế giới và là một người thầy của Chiaki. Ông coi Chiaki là học trò từ khi anh mới mười hai tuổi và thầy Vieira đã trở thành hình tượng thay thế cho người cha trong lòng anh. Tuy nhiên Stresemann coi Vieira là đối địch và không muốn Chiaki được dạy dỗ bởi Vieira. Nhạc trưởng Vieira là người quen thân với cả cha và mẹ Chiaki.
Miyoshi Seiko (三善 征子 Miyoshi Seiko)
- Seiyū: Mitsuishi Kotono
- Diễn viên live-action: Kuroda Chieko

Bà là mẹ và là người giữ quyền nuôi Chiaki sau khi ly hôn. Trong những năm tháng tuổi thơ, Chiaki đã sống cùng mẹ ở châu Âu và đó là thời gian anh trở thành học trò của Vieira, trước khi hai mẹ con trở về Nhật Bản. Bà hay xa nhà cho công việc kinh doanh trong lĩnh vực văn hóa và âm nhạc. Bà cũng có ý thích với Nodame. Tại khu nhà mà Chiaki và Nodame sống ở Paris, bà được sinh viên kính trong gọi là "Madame Seiko".